# Pietro Serantoni
Pietro Serantoni (Venecia, 12 de diciembre de 1906-Roma, 6 de octubre de 1964) fue un futbolista y director técnico italiano. Se desempeñaba en la posición de centrocampista.

## Selección nacional
Fue internacional con la selección de fútbol de Italia en 17 ocasiones. Debutó el 12 de febrero de 1933, en un encuentro amistoso ante la selección de Bélgica que finalizó con marcador de 3-2 a favor de los italianos.

### Participaciones en Copas del Mundo
| Mundial                        | Sede    | Resultado |
| ------------------------------ | ------- | --------- |
| Copa Mundial de Fútbol de 1938 | Francia | Campeón   |

## Clubes

### Como futbolista
| Club           | País   | Año         |
| -------------- | ------ | ----------- |
| Inter de Milán | Italia | 1928 - 1934 |
| Juventus F. C. | Italia | 1934 - 1936 |
| A. S. Roma     | Italia | 1936 - 1940 |
| Suzzara Calcio | Italia | 1941 - 1942 |

### Como entrenador
| Club           | País   | Año         |
| -------------- | ------ | ----------- |
| Suzzara Calcio | Italia | 1941 - 1942 |
| Calcio Padova  | Italia | 1946 - 1950 |
| A. S. Roma     | Italia | 1950 - 1951 |
| S. S. Romulea  | Italia | 1952 - 1953 |

## Palmarés

### Como futbolista

#### Campeonatos nacionales
| Título  | Club           | País   | Año     |
| ------- | -------------- | ------ | ------- |
| Serie A | Inter de Milán | Italia | 1929-30 |
| Serie A | Juventus F. C. | Italia | 1934-35 |

#### Copas internacionales
| Título                 | Club                | País   | Año  |
| ---------------------- | ------------------- | ------ | ---- |
| Copa Mundial de Fútbol | Selección de Italia | Italia | 1938 |